# Isabelle Bril
Isabelle Bril est une linguiste française. Elle est connue pour ses travaux sur les langues de Nouvelle-Calédonie et sur la langue amis de Formose, ainsi que pour ses contributions à plusieurs problématiques de linguistique générale : coordination et subordination, prédicats complexes, réciproque, nombre et valence.

## Carrière
Isabelle Bril est directrice de recherche au CNRS (Laboratoire de langues et civilisations à tradition orale). 
En 2014, elle est élue membre de l’Academia Europaea. Elle enseigne en outre depuis 2014 à l'École pratique des hautes études, où ses séminaires portent sur « Typologie linguistique » et « Typologie et évolution des langues austronésiennes ». Cette activité se poursuit après 2021 en tant que membre émérite. 
De 2014 à 2018, elle est directrice de la fédération de recherche « Typologie et Universaux Linguistiques » du CNRS, qui vise à faire connaître internationalement les recherches typologiques menées en France.   
En 2023, Isabelle Bril est présidente du Bureau de la Société de Linguistique de Paris, après en avoir été vice-présidente en 2021 et 2022.

## Travaux
Les recherches d'Isabelle Bril s'appuient sur des enquêtes linguistiques de terrain,. Elles portent, au plan aréal, sur les langues austronésiennes : langues kanak (océaniennes) de Nouvelle-Calédonie, et langues de Formose (en particulier : langue amis). Elle publie un dictionnaire et une grammaire du nêlêmwa-nixumwak. Elle est également spécialiste du yuanga-zuanga.  
Au plan thématique, elle apporte une contribution à plusieurs problématiques de linguistique générale : coordination et subordination, prédicats complexes, réciproque, valence verbale et diathèse, nombre. 
Parmi les apports d'Isabelle Bril figurent également sa contribution à la réflexion au sujet des politiques linguistiques, spécifiquement s'agissant des langues régionales. 

## Investissement hors académique
Isabelle Bril est membre de l'Académie des langues kanak (ALK), laquelle est chargée de promouvoir les langues kanak parlées dans la collectivité territoriale de Nouvelle-Calédonie. Elle a également mis ses connaissances au service de la Délégation à l'Outre-Mer.

## Publications
- (en) « Lexical restrictions on grammatical relations in voice constructions (Northern Amis) », STUF Language Typology and Universals, vol. 75, no 1,‎ 2022, p. 21-71
- (en) Isabelle Bril et Françoise Ozanne-Rivierre (sous la dir.), Complex predicates in Oceanic languages: Studies in the dynamics of binding and boundness, Berlin/Boston, De Gruyter Mouton, 2004, 162 p. (ISBN 978-3-110-18188-3)
- Le nêlêmwa (Nouvelle-Calédonie) : Analyse syntaxique et sémantique, Louvain et Paris, Peeters, coll. « SELAF LCP 16 », 2002, 528 p.
- Dictionnaire nelemwa-nixumwak - français - anglais (Nouvelle-Calédonie), Paris, Peeters, coll. « SELAF No. 383 & Langues et Cultures du Pacifique 14 », 2000, 523 p.